# 24048 Pedroduque
24048 Pedroduque (1999 TL11) là một tiểu hành tinh vành đai chính được phát hiện ngày 10 tháng 10 năm 1999 bởi J. Nomen ở Ametlla de Mar Observatory.